# Hécate, maîtresse de la nuit
 (février 2024).
- Si vous ne connaissez pas le sujet, laissez ce bandeau (vous pouvez alors contacter les auteurs).
- Si vous supprimez le contenu mis en cause (vous pouvez préalablement contacter les auteurs),

argumentez précisément cette suppression dans la page de discussion
(un manque de référence n'est pas un argument ; une recherche réelle de référence doit avoir été effectuée, être formellement documentée).
Pour plus de détails, voir Fiche technique et Distribution.
Hécate, maîtresse de la nuit (Hécate) est un film franco-suisse réalisé par Daniel Schmid en 1982.

## Synopsis
Dans la mythologie gréco-latine, Hécate est une déesse des Enfers, une magicienne maléfique, maîtresse des sortilèges de la nuit et grande dévoreuse d'hommes. Et c'est bien dans le filet destructeur d'une Hécate moderne qu'on voit s'empêtrer Julien Rochelle quand il tombe amoureux de l'énigmatique Clothilde de Watteville. L'action se situe à Fès, au Maroc, à la veille de la Seconde Guerre mondiale. À peine installé à son premier poste de jeune attaché consulaire, Julien se préoccupe d'y trouver une maîtresse pour échapper à l'ennui dans lequel se morfond tout ce petit monde de diplomates oisifs et de banquiers internationaux.
Au cours d'une réception mondaine, le consul met Julien en garde contre la fréquentation de Massard, la brebis galeuse de ce petit monde clos : Massard est homosexuel, donc inquiétant, dépravé et infréquentable pour tous ces gens si convenables… Mais Julien n'en a cure, car au cours de cette même soirée, il rencontre Clothilde, une jeune femme solitaire et troublante ; est-ce l'aura de sa mystérieuse beauté qui la tient un peu à l'écart des autres, est-ce la crainte instinctive que leur inspire son fascinant pouvoir de séduction ?
Femme libre et insoumise, Clothilde devient le soir même sa maîtresse, au sens le plus fort du terme. Car, si elle se donne à lui, avec passion, elle ne renonce pas pour autant à sa liberté et elle joue de ses désirs sans jamais se soumettre à ses volontés. Éperdument amoureux, Julien délaisse bientôt toutes ses relations sociales et même son travail, avec la compréhension bienveillante de son consul. Il quitte peu à peu le monde de la raison pour entrer dans celui du fantasme vécu.
Déconnecté du réel, Julien se heurte au refus de sa maîtresse de le laisser partager jusqu'au bout leur délire commun. Loin de vivre l'amour absolu, qui est totale communion, il se retrouve seul face à sa propre folie. À l'intérieur du monde clos où elle l'a entraîné, Clothilde lui échappe encore, conserve son mystère, alors que Julien serait prêt à tout pour s'imposer dans l'intimité la plus enfouie de Clothilde, pour la posséder tout entière, corps et âme.
Il se heurte tout d'abord à l'énigme de cet époux absent, le colonel de Watteville, que l'on dit parti en mission en Sibérie, et dont Clothilde refuse de lui parler. Le goût de la jeune femme pour les quartiers louches de la vieille ville arabe, domaine de mille trafics illicites, où les enfants des deux sexes se prostituent aux riches Européens, inquiète et perturbe Julien, qui devine confusément en elle d'étranges propensions perverses. Et puis, il y a ces chuchotements et ces conciliabules nocturnes aux fenêtres de sa villa, alors même que Julien vient de faire l'amour avec elle.
Dévoré de passion, jaloux du jardin secret qu'il découvre dans la vie de Clothilde dont il ne peut apaiser les sens, Julien bascule dans la folie et le cauchemar. Et le jour où il surprend chez elle l'un de ces jeunes garçons arabes auprès desquels elle assouvit ses désirs, pris de fureur, il ira jusqu'à le violer sous son toit. Sa position de diplomate en pays colonisé lui épargnera toute poursuite judiciaire, mais on le priera de quitter le pays et d'accepter une autre affectation lointaine.

## Analyse
À travers cette lente descente aux Enfers d'un homme incapable de comprendre et d'accepter la liberté de la femme qu'il veut posséder à lui seul, Daniel Schmid donne de celle-ci une image archétypale, une représentation mythique enfouie dans les abysses de l'inconscient masculin. Clothilde est la digne fille d'Hécate, magicienne envoûtante et redoutable à la fois. Dans son travail de réalisateur, Daniel Schmid se révèle lui aussi magicien accompli. Il brise le mur des réalités quotidiennes et rassurantes pour franchir la lisière incertaine et fragile des univers intérieurs où la raison perd pied et où le rêve est roi. 
Sa caméra glisse sur les visages et sur les corps et se faufile dans le clair obscur de la villa où s'ébattent les amants, ou dans le labyrinthe de la vieille ville arabe, ce qui nous vaut quelques-unes des plus belles séquences du film. Le regard de ces jeunes enfants qui se prostituent, où se mêle un éclair aguicheur à une légère appréhension craintive et à un immense besoin d'affection, est une chose qu'on n'oublie pas de sitôt en sortant de la salle.

## Fiche technique
- Réalisation : Daniel Schmid
- Scénario : Pascal Jardin et Daniel Schmid, d'après le roman de Paul Morand Hécate et ses chiens
- Dialogues : Pascal Jardin
- Images : Renato Berta
- Musique : Carlos d'Alessio
- Durée : 105 minutes

## Distribution
- Bernard Giraudeau : Julien Rochelle
- Lauren Hutton : Clothilde de Watteville
- Jean Bouise : le consul de France
- Jean-Pierre Kalfon : Massard
- Gérard Desarthe : Le colonel de Watteville
- Juliette Brac : Mlle Henry
- Patrick Thursfield : l'Anglais
- Suzanne Thau : la tenancière du bordel
- Raja Reinking : la fille du bar
- Mustapha Tsouli : Ibrahim
- Teco Celio : le capitaine Berta
- René Marc : le ministre
- Ernst Stiefel : le capitaine russe